# Лицей научно-инженерного профиля
Лицей научно-инженерного профиля (ЛНИП) — среднее общеобразовательное учреждение с углублённым изучением физики, математики и информатики. Расположен в городе Королёв Московской области.

## История
Лицей научно-инженерного профиля сформирован на основе средней школы № 4. После Великой Отечественной войны школа успела побывать мужской и женской, прежде чем стать общеобразовательной в конце 1960-х годов. В это время количество учеников школы достигало 700—750.
В 1989 году школа № 4 получила статус школы научно-инженерного профиля, а в 1996 году статус лицея. За первые 17 лет работы школы научно-инженерного профиля, а затем лицея из их стен вышли около 1,5 тысяч выпускников. В течение 13 лет 100 % выпускников лицея поступали в вузы Москвы.
В 2018 году Лицей стал базовой школой РАН в Московской области.

## Образовательный процесс
Лицей научно-инженерного профиля осуществляет как общеобразовательную, так и профильную подготовку учащихся для поступления в высшие учебные заведения и работы на наукоёмких предприятиях и в исследовательских центрах. Лицей сотрудничает с МГТУ им. Н. Э. Баумана и МГУЛ. При участии специалистов этих вузов для лицея разработаны и внедрены программы углублённого изучения профильных предметов. Учащиеся в седьмые и восьмые классы ежегодно набираются на конкурсной основе. К ученикам лицея предъявляются повышенные, по сравнению с обычными школами, требования и действует девиз: «Хочешь быть отличником — иди в обычную школу. Хочешь быть успешным в жизни — выживай в лицее».
Ученики лицея стабильно оказываются победителями городских, областных олимпиад, а иногда и всероссийских олимпиад по экономике, физике и математике. Ежегодно в октябре-ноябре в лицее проводится международный научный конкурс — Международная Космическая олимпиада, на который приезжают школьники из многих стран, в том числе из США, Великобритании, Германии, Греции, Италии, Швеции, Израиля, Казахстана и Белоруссии; за время проведения олимпиад в них участвовали 900 иностранных и более 2000 российских школьников. В олимпиаде 2006 года участвовали представители семи стран, однако первые два места заняли учащиеся ЛНИП. В 2010 году победителем тоже стал ученик лицея. А в 2016 году первые четыре места заняты все теми же лниповцами. В 2022 году 8 из 10 призовых мест заняли учащиеся ЛНИП. Учащимися лицея получены три свидетельства Российского агентства по патентам об официальной регистрации программ ЭВМ.
Научное общество ЛНИП даёт возможность учащимся сориентироваться в тенденциях развития науки и передовых отраслях, таких как нанотехнологии, биотехнологии, информационные технологии, так как специалисты в этих областях особо необходимы для инновационного развития государства. Около 70 % выпускников лицея поступают в технические вузы, готовящие в том числе кадры для РКК «Энергия», — МГТУ, МАИ и другие. Выпускники лицея работают также в ЦЕРН.

## Педагогический состав
Среди преподавателей лицея — один профессор и шесть кандидатов наук, получатели грантов фонда социальных программ «Династия» и соросовские учителя, 11 преподавателей имеют звание Отличников просвещения Российской Федерации.